# トゥー・ビー・ヤング・ギフティッド・アンド・ブラック
「トゥー・ビー・ヤング・ギフティッド・アンド・ブラック」（To Be Young, Gifted and Black）は、ニーナ・シモンが1969年に発表した楽曲。1965年に死去したロレイン・ハンズベリーの生涯を描いた演劇『To Be Young, Gifted and Black』からタイトルはとられた。公民権運動のアンセムとして広く歌われた。

## 概要
1965年1月12日、『A Raisin in the Sun』などの作品で知られるアフリカ系アメリカ人の劇作家、ロレイン・ハンズベリーは膵臓がんにより亡くなった。34歳だった。1月15日にニューヨークのハーレムで行われた葬儀では、ジェイムズ・ボールドウィンとマーティン・ルーサー・キング・ジュニアからのメッセージがそれぞれ朗読された。
ハンズベリーの元夫で友人でもあった詩人のロバート・ネミロフは、手紙やインタビュー記事や日記など、彼女の未発表の著作を収集し、舞台劇に脚色した。ネミロフはタイトルを『To Be Young, Gifted and Black』（「若くて、才能にあふれ、黒人であること」）とした。同作は好評を博し、1968年から1969年にかけて上演されたオフ・ブロードウェイの劇の中で最も成功した作品と一つなった。
ニーナ・シモンとジャズ・ミュージシャンのウェルドン・アーヴィンはこの劇に着想を得て、本作を書いた。アーヴィンが作詞し、シモンが曲をつけた。1969年7月から8月にかけてハーレムのマウント・モリス公園で、多数の音楽家が出演するコンサート「ハーレム・カルチュラル・フェスティバル」が開かれた。シモンは8月19日に出演し、本作を披露した。
同年10月、シングルとして発表。B面にはアレサ・フランクリンの「セイヴ・ミー」のカバーが収録された。
同年10月26日、シモンはフィルハーモニック・ホールでコンサートを行い、本作を歌った。コンサートの音源を収録したライブ・アルバム『Black Gold』は翌1970年に発表された。9分以上に及ぶ「トゥー・ビー・ヤング・ギフティッド・アンド・ブラック」のライブ・バージョンはB面の最後に収められた。1971年3月に開かれた第13回グラミー賞で『Black Gold』は最優秀女性リズム・アンド・ブルース・ヴォーカル・パフォーマンス賞にノミネートされるが、アレサ・フランクリンの「Don't Play That Song」が受賞した。
シモンのシングルは1970年1月17日付のビルボード・Hot 100で76位を記録。また、ビルボードのHot R&B Singlesチャートで8位を記録した。

## カバー・バージョン
- ダニー・ハサウェイ - 1970年のアルバム『新しきソウルの光と道』に収録。
- ボブ&マルシア - 1970年のシングル。全英シングルチャートで5位を記録した[12]。
- ヘプトーンズ - 1970年のシングル。
- ヒューストン・パーソン - 1971年のアルバム『Houston Express』に収録。
- アレサ・フランクリン
  - 1972年のアルバム『ヤング・ギフティッド・アンド・ブラック』に収録。
  - 2007年に発売されたライブ・アルバム『Oh Me Oh My: Aretha Live In Philly, 1972』に収録。インストゥルメンタル・バージョン[13][14]。
- ミシェル・ンデゲオチェロ - 2012年のアルバム『Pour une Âme Souveraine: A Dedication to Nina Simone』に収録。